# Guillaume Marzloff de Braubach
Pour les articles homonymes, voir Braubach et Marzloff.
 (décembre 2019).
Si vous disposez d'ouvrages ou d'articles de référence ou si vous connaissez des sites web de qualité traitant du thème abordé ici, merci de compléter l'article en donnant les références utiles à sa vérifiabilité et en les liant à la section « Notes et références ».
Guillaume Marzloff De Braubach (Wilhelm Marzloff von Braubach ; près de Lebach vers 1560 - Fremersdorff, 1633).

## Biographie
Fils d'Alexandre Baron Marzloff de Braubach et Catherine de Harenge, Guillaume Marzloff de Braubach est né en Sarre près de Lebach.
Il se forme au métier de juriste et en 1591, devient coprésident des Assises de Vaudrevange. Il instruisit plusieurs procès en sorcellerie pour lesquels il avait la réputation d'être intraitable. Il rendit ainsi de nombreuses sentences où les condamnés étaient « ... exécutés par le feu » ou encore « ... réduit à l'état de cendres ». Officiant principalement dans la région sarroise de Dillingen, il tint toutefois des audiences à plusieurs reprises dans le pays messin, notamment à Altrippe.
Sa notoriété et ses affaires lui permirent d'acquerir de nombreuses seigneuries notamment dans la région sarroise et dans l'Est mosellan.
Le 15 février 1590, il épouse Anne Marguerite de Wiltz, dont il aura plusieurs enfants dont une fille, Claude qui épousera Louis François de Choiseul.
Vers 1600, il transforme l'ancien château de Dillingen, en rasant une partie de l'ancienne forteresse et y fait ériger un splendide bâtiment de style Renaissance, dont une partie subsiste encore aujourd'hui. 
Il acquiert la seigneurie de Fremersdorff (quartier de l'actuelle ville de Rehlingen-Siersburg en Sarre) où Il fit ériger un château. Sa construction s'étendit de 1613 à 1622. Il y ajoute une chapelle en 1629.
En 1621, il devient Baron de Fremersdorff et s'y installe définitivement.
Les affaires vont progressivement se gâter pour lui. Quelques revers de fortune vont le contraindre à se séparer de ses possessions les unes après les autres. C'est ainsi qu'en 1622, il vend la seigneurie de Hellimer, Diffembach et Ackerbach au Baron Georges Du Gaillard, alors capitaine châtelain d'Albestroff. 
Il meurt en son château à Fremersdorff en 1633.

## Titres et qualités
- Baron du Saint Empire
- Conseiller du Duc de Lorraine
- Coprésident des Assises de Wallerfangen, responsable des affaires criminelles et de sorcellerie.

## Possessions
Durant sa vie, il fut :
En Sarre :
- Baron et Seigneur de Dillingen et Wallerfangen (en français à l'époque : Dillange et Vaudrevange - Duché de Lorraine)
- Baron et Seigneur de Fremersdorff
- Seigneur de Lebach

En Moselle :
- Seigneur de Marimont
- Seigneur de Puttelange
- Seigneur de Hellimer, Diffembach et Ackerbach
- Seigneur de Francaltroff
- Seigneur de Altrippe et Maxstadt
- Seigneur de Barst